# Botanophila vicariola
Botanophila vicariola este o specie de muște din genul Botanophila, familia Anthomyiidae, descrisă de Fan în anul 1987. Conform Catalogue of Life specia Botanophila vicariola nu are subspecii cunoscute.